# Lábio dorsal
O lábio dorsal se localiza no blastóporo e corresponde à região de invaginação que se forma onde a gastrulação se inicia, na superfície dorsal do embrião. Essa pequena região pode ser chamada de "organizador" por ser responsável pelo controle e organização completa do corpo do embrião. 